# Dendronephthya lokobeensis
Dendronephthya lokobeensis är en korallart som beskrevs av Verseveldt. Dendronephthya lokobeensis ingår i släktet Dendronephthya och familjen Nephtheidae. Inga underarter finns listade i Catalogue of Life.